# Dotyk
«DOTYK», «Дотык» (бел. Прикосновение) — существовавщий некогда белорусский культурно-образовательный проект и квир-кинофестиваль, цель которого – распространить знания о существующих дискриминациях, затронуть актуальные темы идентичности и самовыражения, поднять проблемы разных видов ксенофобии в белорусском обществе, а также сплотить дискриминируемых людей, повысить уровень их самосознания, увеличить рефлексивность аудитории.

## История создания
DOTYK возник в начале 2015 года из инициативы To Be. Queer (Быть. Квир) – стихийного и гибкого объединения инициатив, которое в период своего существования выступало в роли переговорной площадки для идейной консолидации активисток и активистов, исследовательниц и исследователей, небезразличных к проблемам дискриминации. В середине 2015 года объединение To Be. Queer прекратило своё существование, и DOTYK обрел самостоятельность.
Первоначально DOTYK планировался как кинофестиваль с сопроводительными мероприятиями, который бы проходил раз в год и помогал осмысливать опыт тех, кто дискриминирован по какому-либо признаку. Первый фестиваль прошел в Минске в феврале 2015 года и включал в себя показы художественных и документальных фильмов, анимации, проведение выставок, лекций, воркшопов, концертов и встреч с белорусскими и иностранными гостями. Однако в дальнейшем формат проекта претерпел множество изменений. DOTYK перерос границы собственно кинофестиваля и начал соединять разные форматы, превратился в фестиваль квир-культуры, освоил разные площадки, вышел за рамки столицы. Первый «Вандроўны DOTYK» (бел. Странствующее прикосновение) прошел осенью 2015 в Бресте, Витебске и Гродно.

## Формат
В настоящее время DOTYK регулярно проводит культурно-образовательные мероприятия в Минске и областных центрах Беларуси. Кроме того, DOTYK охотно сотрудничает с творческими людьми вне зависимости от степени их известности и опыта, работает над созданием арт-проектов, актуальных в белорусском контексте. DOTYK выстраивает коммуникацию не на языке академии, а на языке искусства, так как искусство отражает сложность и многообразие мира, вариативность, повсеместно присутствующую в нем.

## Принципы и ценности
Ценности команды DOTYK основаны на принципе недискриминации в широком смысле. DOTYK выступает против ксенофобии, фашизма, антисемитизма, сексизма, гомо-, транс-, и бифобии, милитаризма, колониализма и других форм социального обесценивания.
Проект стремится распространить знания о том, что маргинализация тех или иных групп антигуманна по своей сути и что различия не отменяют возможность сосуществовать в атмосфере уважения и принятия.
Деятельность направлена на белорусское оффлайновое пространство, поэтому одним из приоритетов является создание безопасных пространств для дискуссий, обмена мнениями и знакомства .